# Arenopontia biarticulata
Arenopontia biarticulata är en kräftdjursart som beskrevs av Wells 1967. Arenopontia biarticulata ingår i släktet Arenopontia och familjen Leptopontiidae. Inga underarter finns listade i Catalogue of Life.